# Сьюдад-Боливар
Сьюда́д-Боли́вар (исп. Ciudad Bolívar) — город в Венесуэле. Столица штата Боливар.
Население — 338 тыс. жителей (2005), второй по величине город штата после Сьюдад-Гуаяны.
Город расположен на правом берегу реки Ориноко, в 330 км от её устья, в 450 км юго-восточнее Каракаса.
Город основан в 1764 году как Сан-Томас-де-ла-Нуэва-Гуаяна' (San Tomás de la Nueva Guayana), известен также, как Ангостура (Angostura). В 1840-х годах переименован в честь Симона Боливара.
Крупный промышленный центр и речной порт региона, где добывается золото, алмазы, железная руда и древесина, а также развито животноводство.
В 2005 году здесь был открыт завод по выпуску сельскохозяйственных тракторов иранского производства.
Неподалёку от города расположен аэропорт «Сьюдад-Боливар — Тома́с де Хере́с».

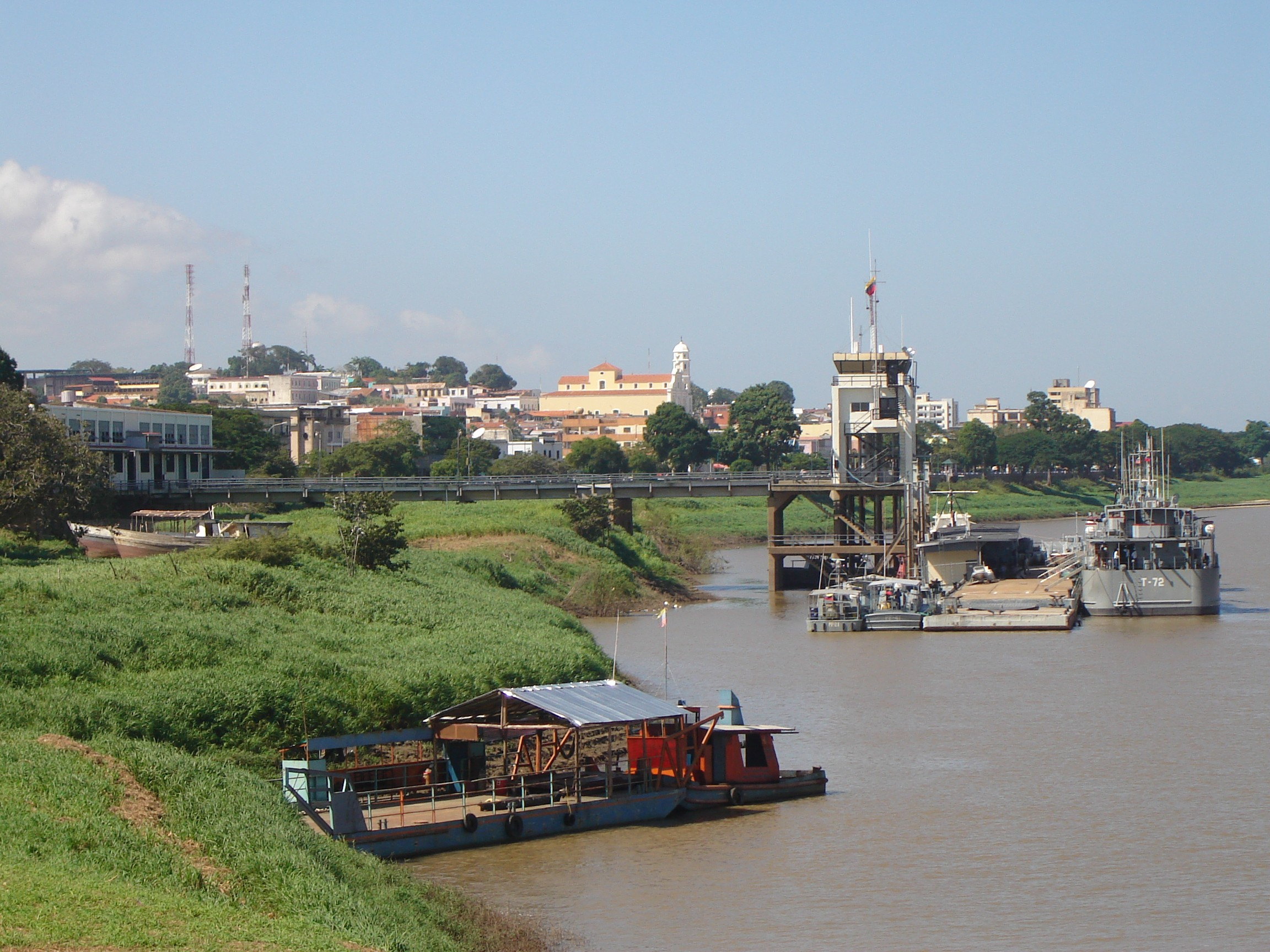
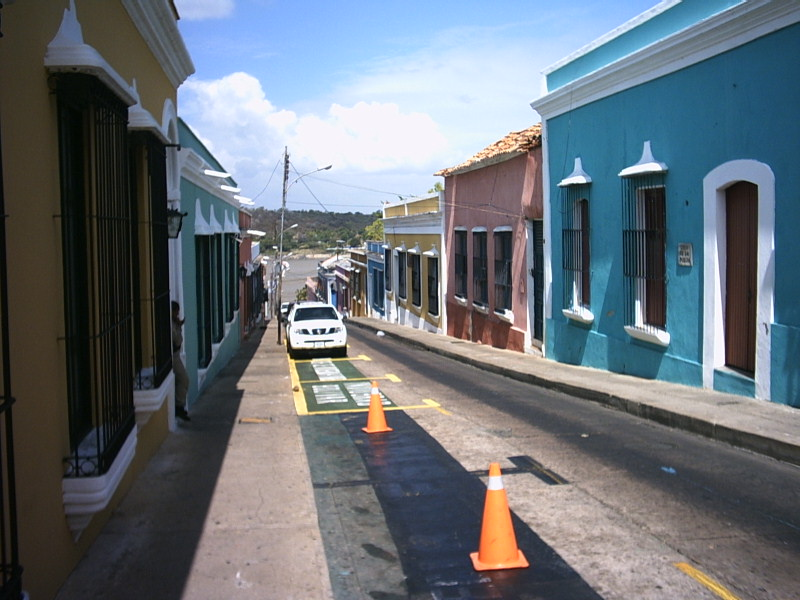
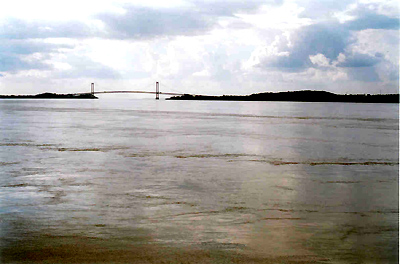